# Pinme
Pinme.ru — русскоязычная социальная сеть, (аналог американской социальной сети Pinterest) ориентированная на хранение, демонстрацию и обмен фото и/или видеоизображений. За основу была взята идея scrapbooking — собрание идей для вдохновения: вырезки из журналов, фотографии, карточки цветов, кусочки ткани и пр. С помощью Pinme все эти коллекции можно перевести в режим онлайн. Сервис позволяет участникам создавать виртуальные коллекции из различных областей жизни, группировать их по различным тематикам и делиться ими с другими пользователями.

## История

### 2010
Авторами проекта Pinme выступила группа русских разработчиков во главе с Сашей Даниловым, бывшим руководителем отдела продаж сети Одноклассники.

### 2011
Фонды Fast Lane Ventures, eVenture Capital Partners и Direct Group на начальной стадии вложили в социальную сеть $1,3 млн. Принято решение о вложении в проект $6,7 млн.
1 декабря был осуществлен запуск бета-версии Pinme.

### 2012
19 февраля сеть впервые вошла в топ-лист российских твитов. Три дня Pinme фигурировала в топ-листе в диапазоне со 2-го по 10-е места. Подобный результат стал результатом флеш-моба, прототипом которого стала детская игра «Передай другому». В ней приняло участие более 800 твиттер-тысячников с общим объёмом аудитории свыше 3 млн человек чел.
28 февраля Pinme выпустила приложение для мобильных телефонов. Функционал мобильной версии позволил просматривать и копировать изображения в коллекции пользователей.
2 и 3 марта социальная сеть снова вернулась в список самых упоминаемых твиттер-хештегов, став одной из 30 наиболее обсуждаемых тем Рунета.

### 2013
В начале 2013 года проект Pinme объединился с компанией Relevant Media (так же входящей в портфель Fast Lane Ventures).

### 2014
После объединения с Relevant Media, Pinme продолжил своё развитие. Стало очевидно, что в России (впрочем, как и в большинстве других стран) идея Pinterest не получила такого распространения среди интернет-аудитории, как в США и Великобритании. Было принято решение сделать основной фокус в разработке на создание дополнительных инструментов для работы с картинками. Так, на Pinme появился сервис создания коллажей и возможность поиска картинок по цвету и настроению.
5 ноября 2014 года была выпущена полностью переработанная версия Pinme для iOS.

## Зарубежный аналог
Сеть Pinme создается по модели англоязычного сервиса Pinterest.com, входящего в топ-10 социальных сетей мира. Сейчас Pinterest.com — один из самых быстрорастущих ресурсов в истории. В ноябре 2011 года было осуществлено 2,5 млрд показов, а количество загружаемых пинов с марта по ноябрь выросло более чем в 500 раз. В январе 2012 сеть имела 11,7 миллионов уникальных посетителей, поставив рекорд по скорости достижения отметки в 10 млн уникальных пользователей. В октябре 2013 года социальная сеть получила очередные инвестиции в размере 225 млн. USD и была оценена инвесторами в 3,8 млрд. USD.

## Функциональность
Pinme — собрание графической информации, создаваемое без отрыва изображений от контекста. Пользователи сети могут загружать в профиль своё фото и видео — пины с других сайтов при помощи кнопки «Pinme» или компьютера. С каждой картинки или видео можно перейти на её первоисточник в сети, что обеспечивает этим ресурсам обратный трафик.
Участники Pinme могут группировать загружаемые материалы в коллекции, а также делиться ими с другими пользователями. Подписчики имеют открытый доступ ко всем аккаунтам, могут просматривать релевантный контент, оставлять собственные комментарии, отслеживать обновления и дублировать изображения в свои коллекции.
С 2014 года в Pinme доступен внутренний мессенджер, сервис создания коллажей и поиск картинок по цвету и настроению.

## Примечание
1. 1 2  Денис Викторов. Саша Данилов собирается «взорвать» Рунет за 5 миллионов евро (рус.). ibusiness.ru (7 декабря 2011). Архивировано 15 сентября 2012 года.
2. 1 2  Владислав Новый. Инвесторы рассмотрели картинки (рус.). kommersant.ru (7 декабря 2011). Архивировано 31 августа 2012 года.
3. 1 2  "Твиттер в картинках" стал трендом Твиттера (рус.). advertology.ru (7 марта 2012). Архивировано 11 ноября 2012 года.
4. ↑  Соцсеть Pinme запустила мобильную версию (рус.). cnews.ru (1 марта 2012). Архивировано из оригинала 16 апреля 2013 года.
5. ↑  Взлеты и падения российского Пинтереста: "Стартап - это в 99% случаев не спринт, а марафон". siliconrus.com. Дата обращения: 6 ноября 2014. Архивировано 6 ноября 2014 года.
6. ↑  Sloan, Paul. Pinterest: Crazy growth lands it as top 10 social site. CNET News (22 декабря 2011). Дата обращения: 2 февраля 2012. Архивировано 15 сентября 2012 года.
7. ↑  Tuesday, February 7, 2012. Pinterest Hits 10 Million U.S. Monthly Uniques Faster Than Any Standalone Site Ever -comScore. TechCrunch (7 февраля 2012). Дата обращения: 15 февраля 2012. Архивировано 15 сентября 2012 года.
8. ↑  "Яндекс" стоит 3,5 Пинтереста - в Pin! влили ещё $225 млн. roem.ru. Дата обращения: 6 ноября 2014. Архивировано 6 ноября 2014 года.